# Schedophilus ovalis
Espèce
Synonymes
- Centrolophus corcyrensis Kolombatovic, 1902[1]
- Centrolophus crassus Cuvier, 1833[1]
- Centrolophus ovalis Cuvier, 1833[1]
- Centrolophus porosissimus Canestrini, 1864[1]
- Centrolophus porosissimus Canestrini, 1865[2]
- Centrolophus rotundicauda Costa, 1866[1]
- Crius berthelotii Valenciennes, 1839[1]
- Eucrotus ventralis Bean, 1912[1]
- Leirus bennettii Lowe, 1834[1]
- Mupus imperialis Cocco, 1840[1]
- Mupus ovalis (Cuvier, 1833)[1]
- Schedophilus botteri Steindachner, 1868[1]

Schedophilus ovalis, communément appelé Rouffe impériale, est une espèce de poissons de la famille des Centrolophidae.

## Répartition
Schedophilus ovalis se rencontre dans toute la mer Méditerranée ainsi que dans l'est de l'océan Atlantique, de l'Espagne jusqu'au Cap-Vert, à des profondeurs avoisinant généralement les 100 à 200 mètres, et jusqu'à 700 mètres. Comme les autres espèces du genre Schedophilus, les juvéniles restent proches de la surface.

## Description
Schedophilus ovalis mesure en moyenne entre 70 et 80 cm à l'âge adulte, mais certains spécimens peuvent atteindre le mètre.

## Alimentation
Ce poisson se nourrit de zooplancton, de céphalopodes, de petits poissons et d'organismes benthiques.

## Intérêt commercial
Sa chair blanche est particulièrement appréciée dans certains pays méditerranéens. La principale pêcherie se trouve à Madère.

## Publication originale
- (fr) Cuvier, 1833 in Cuvier & Valenciennes : Histoire naturelle des poissons. vol. 9 p. 1-512 (texte intégral).